# Пырьи
Пырьи — посёлок в Петровском районе Тамбовской области России. Входит в состав Волчковского сельсовета.

## География
Посёлок находится в западной части Тамбовской области, в лесостепной зоне, в пределах Окско-Донской низменной равнины, на правом берегу реки Матыры, на расстоянии примерно 30 километров (по прямой) к юго-востоку от села Петровского, административного центра района. Абсолютная высота — 132 метра над уровнем моря.

### Климат
Климат умеренно континентальный, относительно сухой, с холодной продолжительной зимой и тёплым летом. Средняя температура воздуха самого холодного месяца (января) — −11,5 — −10,5 °C (абсолютный минимум — −39 °C); самого тёплого месяца (июля) — 19,5 — 20,5 °C (абсолютный максимум — 40 °С). Период с положительной температурой выше 10 °C длится 141—154 дня. Среднегодовое количество атмосферных осадков варьирует в пределах от 400 до 650 мм. Продолжительность залегания снежного покрова составляет в среднем 135 дней.

### Часовой пояс
Посёлок Пырьи, как и вся Тамбовская область, находится в часовой зоне МСК (московское время). Смещение применяемого времени относительно UTC составляет +3:00.

## Население
| 2010 |
| ---- |
| 24   |

### Половой состав
По данным Всероссийской переписи населения 2010 года в гендерной структуре населения мужчины составляли 37,5 %, женщины — соответственно 62,5 %.

### Национальный состав
Согласно результатам переписи 2002 года, в национальной структуре населения русские составляли 100 % из 40 чел.